# Encyclopaedia Judaica
A Encyclopaedia Judaica é uma enciclopédia em língua inglesa que compreenden 26 volumes e que é dedicada ao povo judeu e sua fé, o judaísmo. Cobre diversas áreas da cultura e civilização judaica, incluindo a história judaica em suas diversas eras, as tradições, as celebrações, língua, escrituras e ensinamentos religiosos.
Foi publicada pela primeira vez em 1971-1972 em 16 volumes, em Jerusalém pela Keter Publishing House e em Nova Iorque pela Macmillan Company.

## Versões anteriores
Entre 1901 e 1906, The Jewish Encyclopedia foi publicada em 12 volumes, e foi muito usada como fonte pela Jewish Encyclopedia de 16 volumes, publicada por Brockhaus and Efron em São Petersburgo (1906–1913, em russo). Foi seguida pelo Jüdisches Lexikon I–II (1927–28, em alemão), Encyclopaedia Judaica I–II (1927–28) e Zsidó Lexikon (1929, editada por Újvári Péter, em húngaro).